# Раменський (Дмитровський міський округ)
Раме́нський (рос. Раменский) — селище у складі Дмитровського міського округу Московської області, Росія.
Стара назва — Раменське.

## Населення
Населення — 270 осіб (2010; 399 у 2002).
Національний склад (станом на 2002 рік):
- росіяни — 98 %